# Stema Guyanei

Stema Guyanei

Stema Guyanei (Republica Cooperatistă Guyana) a fost oferită de către College of Arms la 25 februarie 1966.
Aceasta include:
- în partea de sus un turban amerindian care simbolizează indigenii din țară, aceasta se mai numește Coroana șefului de trib;
- două diamante în părțile laterale care reprezintă industria minieră;
- o cască (însemn monarhic);
- doi jaguari în calitate de susținători care țin un târnăcop, o trestie de zahăr și o tulpină de orez (simbolizând industria minieră, zahărul și orezul din Guyana);
- un scut decorat cu crinul Victoria amazonica, floarea națională a Guyanei;
- trei linii ondulate albastre reprezentând cele trei râuri principale ale Guyanei;
- pasărea națională, fazanul Canje (Opisthocomus hoazin).

Motto-ul național, „Un popor, o singură națiune, un singur destin” apare pe sulul de sub scut.

## Guiana britanică
| Colonia Guainei Britanice |                              | |
| Stemă                     | Perioda când a fost folosită | Note |
|                           | 1875–1906                    | Stema colonială a Guianei Britanice, bazată pe sigiliul Companiei Olandeze a Indiilor de Vest care înfățișează o nave cu pânzele în vânt. Înainte de aceasta, autoritățile coloniale au folosit stema Regatului Unit.                                     |
|                           | 1906–1955                    | Stema a rămas aceeași, dar a fost mărită cu o margine aurie care o înconjoară cu motto-ul latin „DAMUS PETIMUS QUE VICISSIM” (Dăm și solicităm reciproc). Nava cu pânze a fost puțin modificată.                                                          |
|                           | 1955–1966                    | La 8 decembrie 1954, College of Arms din Londra a oferit stema coloniei. Înfățișa o fregată Blackwall cu pânzele în vânt, navigând spre valurile mării. Același motto este scris pe o panglică sub scut. A fost Folosită până la obținerea independenței. |